# Eotetranychus carpini
Eotetranychus carpini är en spindeldjursart som först beskrevs av Oudemans 1905.  Eotetranychus carpini ingår i släktet Eotetranychus och familjen Tetranychidae. Inga underarter finns listade i Catalogue of Life.